# Avast SecureLine VPN
Avast SecureLine VPN est un service VPN développé par la société tchèque de logiciels de cybersécurité Avast. Il est disponible pour les systèmes d'exploitation Microsoft Windows, macOS, Android et iOS. 

## Fonctionnalité
Semblable à d'autres VPN, SecureLine fonctionne en faisant apparaître l'utilisateur à un endroit différent en modifiant l'adresse IP de l'utilisateur, en contournant la censure d'Internet pour le pays dans lequel se trouve l'utilisateur ou le Wi-Fi utilisé par l'utilisateur. Le VPN peut être configuré pour s'activer automatiquement lorsque l'utilisateur se connecte à un réseau Wi-Fi public,.
Les fonctions de sécurité du VPN Avast SecureLine incluent : Standard de cryptage avancé 256 bits, adresse IP partagée unique, protection contre les fuites DNS, arrêt d'urgence automatique et règles de connexion intelligentes.

## Emplacements des serveurs
Avast possède des serveurs de sortie dans plus de 60 villes du monde.  Des serveurs dans huit villes prennent en charge les connexions P2P pour des protocoles comme BitTorrent et d'autres serveurs sont dédiés aux utilisateurs de services de streaming. 

## Sources et références
1. ↑  « Avast SecureLine VPN - Secure any public Wi-Fi », Avast Software (consulté le 19 juin 2015)
2. ↑  Rashid, « avast! SecureLine Review & Rating », PCMag, 25 juin 2015 (consulté le 19 juin 2015)
3. ↑  Eddy, « avast! SecureLine Review & Rating », PCMag, 7 août 2017 (consulté le 19 juin 2015)
4. ↑  Avast SecureLine VPN Review. Tapash Ranjan. January18, 2022. vpnhelpers.com.
5. ↑  « Free VPN Download | Lightning-Fast & Secure | Avast SecureLine VPN », www.avast.com
6. ↑  « Avast SecureLine VPN - FAQs | Official Avast Support », Avast Support